# Дерней
Дерне́й — река в России, протекает по Свердловской области. Устье реки находится в 354 км от устья Пышмы по правому берегу. Длина реки составляет 44 км.

## Притоки
- Боровлянка, устье около Боровлянского
- Межевка
- Ключик, устье около деревни Горушки
- Камышка, устье между деревнями Комарова и Русакова, 16 км от устья
- Маслянка

## Данные водного реестра
По данным государственного водного реестра России относится к Иртышскому бассейновому округу, водохозяйственный участок реки — Пышма от Белоярского гидроузла и до устья, без реки Рефт от истока до Рефтинского гидроузла, речной подбассейн реки — Тобол. Речной бассейн реки — Иртыш.
Код объекта в государственном водном реестре — 14010502212111200007839.

## Населённые пункты
- Нагибина
- Мартынова
- Боровлянское
- Налимова
- Трубина
- Бунькова
- Сыскова
- Горушки
- Родина
- Четкарино
- Русакова
- Комарова
- Смирнова
- Лепихина
- Усть-Дерней